# Angwantibo
De angwantibo (Arctocebus calabarensis), ook wel gewone angwantibo of beermaki is een soort van het geslacht angwantibo's (Arctocebus). De wetenschappelijke naam van de soort werd voor het eerst geldig gepubliceerd door John Alexander Smith in 1860. De soort komt voor in West-Afrika.

## Uiterlijk
De angwantibo is 22 tot 26 cm lang met een kleine staart van ongeveer 1 cm lang. Het gewicht bedraagt 225 tot 475 gram. De vacht is oranjegeel aan de bovenzijde van het lichaam en zeemkleurig op de buik. De kop is rond met korte oren, grote ogen en een spitse snuit.

## Leefwijze
Het is een solitair levend dier dat nachtactief is. De angwantibo eet vooral rupsen en verder ook vruchten en kleine dieren zoals slakken, kevers en hagedissen, maar ook kleine zoogdieren en vogels staan op het menu. Deze halfaap is boombewonend en een goede klimmer, dankzij zijn krachtige handen en voeten. De angwantibo beweegt zich traag voort door de bomen.

## Leefgebied
De angwantibo leeft in de kustregenwouden van Nigeria en Kameroen tussen de rivieren de Niger en de Sanaga.